# Tito Cordeiro
Carlos Tito Marques Cordeiro (Santa Maria da Vitória, 17 de novembro de 1976) é um advogado e político brasileiro filiado ao Partido dos Trabalhadores. Exerceu o mandato de deputado federal pela Bahia entre os anos de 2019 a 2023, sendo o mais votado da história no município de Barreiras, onde foi vereador por quatro mandatos e presidente da Câmara Municipal por dois mandatos consecutivos. Concorreu por três vezes à Prefeitura de Barreiras.

## Política
Advogado de formação, iniciou sua militância política em Barreiras, sendo presidente da Associação dos Moradores do Bairro Vila Brasil e fundador da Rádio Comunitária Nova FM 104,9, além da Rádio Câmara de Barreiras 99.1 MHz e da TV Câmara de Barreiras, canal 40.1. Foi vereador de Barreiras por quatro mandatos: 2001 a 2004; 2005 a 2008; 2009 a 2012 e 2013 a 2016. No período, ocupou a presidência da Câmara Municipal por duas vezes. Em 2018 foi eleito deputado federal pela Bahia com 48.899. Concorreu novamente ao cargo em 2022, obtendo 49.571 votos, mas não conseguiu se reeleger. Após as eleições, fez parte do grupo de trabalho da Agropecuária e Pesca na equipe de transição do governo eleito de Luiz Inácio Lula da Silva. Concorreu por três vezes à Prefeitura de Barreiras (2016, 2020 e 2024).  
Filiou-se ao PT em 2024.